# Метатрон

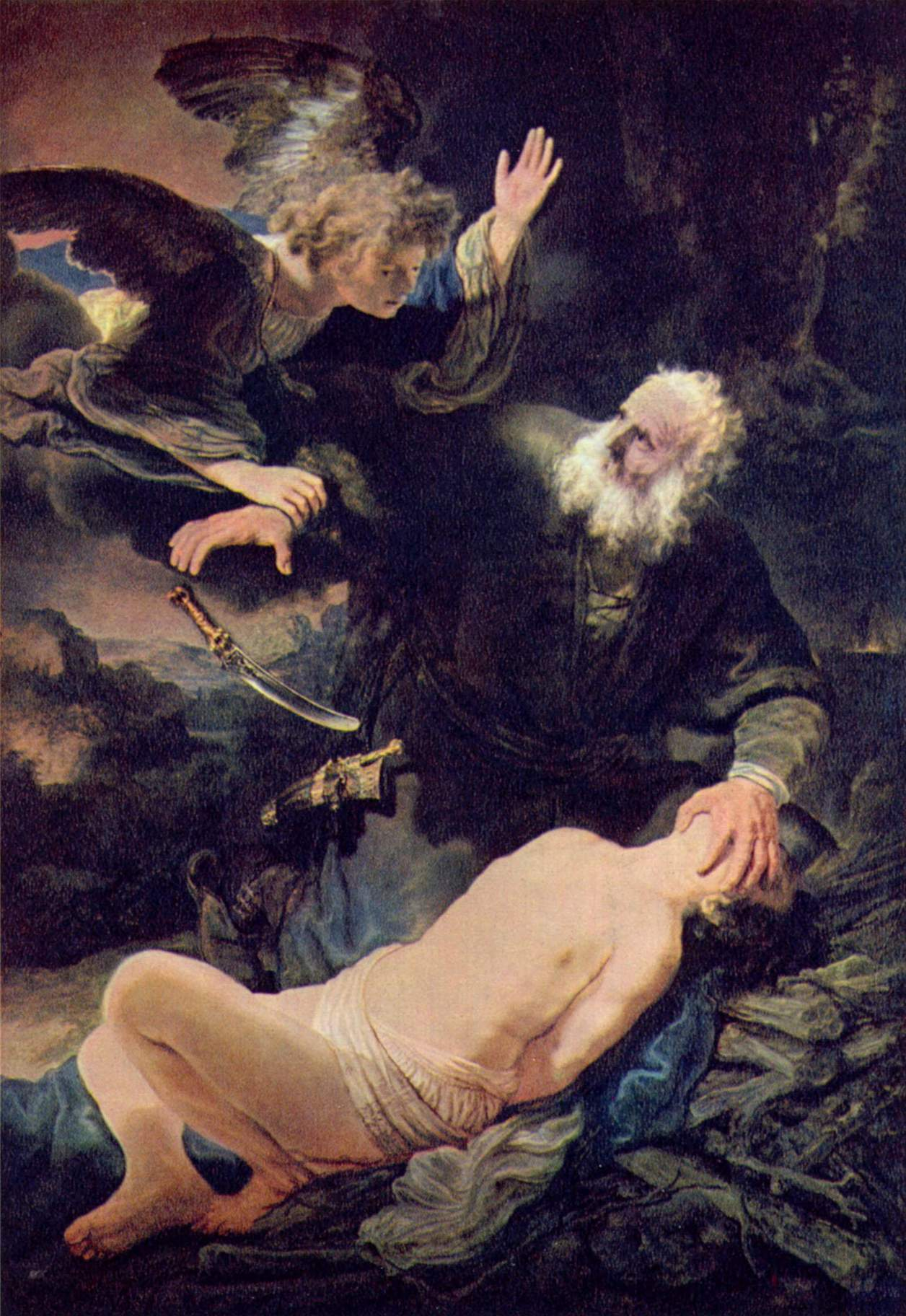
За деякими джерелами вважається, що саме Метатрон зупинив руку Авраама в той момент, коли той був готовий принести в жертву Ісаака.

Метатрон (івр. מטטרון)  — архангел в юдаїзмі. Метатрон є, поряд з Шехіною, одним із «небесних посередників» і, згідно з юдейською міфологією, є «запрестольним янголом», найближчим до Бога, який безпосередньо від нього одержує накази. В інших талмудичних джерелах Метатрон ототожнюється з Енохом (син Яреда та батько Мафусаїла), звичайною людиною з плоті і крові, якого Бог взяв на небо і зробив верховним янголом. 
|  | ...і ходив Енох перед Богом, і не стало його, бо Бог взяв його.. |

В апокрифах стверджується, що Енох прожив 365 років, перед тим як був взятий Богом на небо (був взятий живим на небо).

## Метатрон в культурі
- Метатрон — янгол, лорд-регент небесного царства в трилогії Філіпа Пулмана «Темні матерії».
- Метатрон — писар Бога в телесеріалі «Надприродне» (актор Кертіс Армстронг).
- Метатрон — архангел у виконанні Алана Рікмана в фільмі "Догма".
- Метатрон — Глас Божий у другому сезоні телесеріала «Добрі передвісники»